# Flávio Ferreira
Flávio Nunes Ferreira (Nogueira do Cravo, 19 oktober 1991) is een Portugees voormalig voetballer die doorgaans speelde als centrale verdediger. Tussen 2009 en 2016 speelde hij voor Académica, Tourizense, Sporting Covilhã en Málaga.

## Clubcarrière
Ferreira speelde in de jeugd voor Oliveira Hospital, de club uit zijn geboorteplaats Nogueira do Cravo. Na een jaar in de jeugd van die club, werd hij gescout door profclub Académica. Gedurende drie jaar doorliep de verdediger de jeugdopleiding van Académica en daarna werd hij verhuurd aan respectievelijk Tourizense en Sporting Covilhã. Nadat hij redelijk veel gespeeld had voor die twee clubs, was Ferreira klaar voor het eerste elftal van Académica. Op 15 augustus 2011 mocht de Portugees debuteren voor de club, toen er met 1-2 gewonnen werd uit tegen União Leiria. De tot nu toe enige prijs die de verdediger ooit won, was op 20 mei 2012, toen de finale van de Taça de Portugal werd gewonnen van Sporting Lissabon. Op 25 november van datzelfde jaar maakte Ferreira zijn eerste doelpunt voor de club, tijdens een met 2-2 gelijkgespeeld duel met Gil Vicente. In de zomer van 2013 verkaste Ferreira naar Málaga. Hier kreeg hij van coach Bernd Schuster het rugnummer 4 toegewezen. In zijn eerste seizoen kwam de Portugees tot zestien competitieoptredens, maar hierna raakte stond hij twee jaar langs de kant met aanhoudend blessureleed aan zijn rug. Hierdoor zette Ferreira in januari 2016 een punt achter zijn actieve loopbaan.

## Erelijst
| Taça de Portugal | 1 | 2011/12 |